# Ozonium aureum
Ozonium aureum är en svampart som först beskrevs av L., och fick sitt nu gällande namn av Duby 1830. Ozonium aureum ingår i släktet Ozonium och familjen Psathyrellaceae.   Inga underarter finns listade i Catalogue of Life.